# Haliplus ruficollis
Haliplus ruficollis är en skalbaggsart som först beskrevs av De Geer 1774.  Haliplus ruficollis ingår i släktet Haliplus, och familjen vattentrampare. Arten är reproducerande i Sverige.

## Bildgalleri

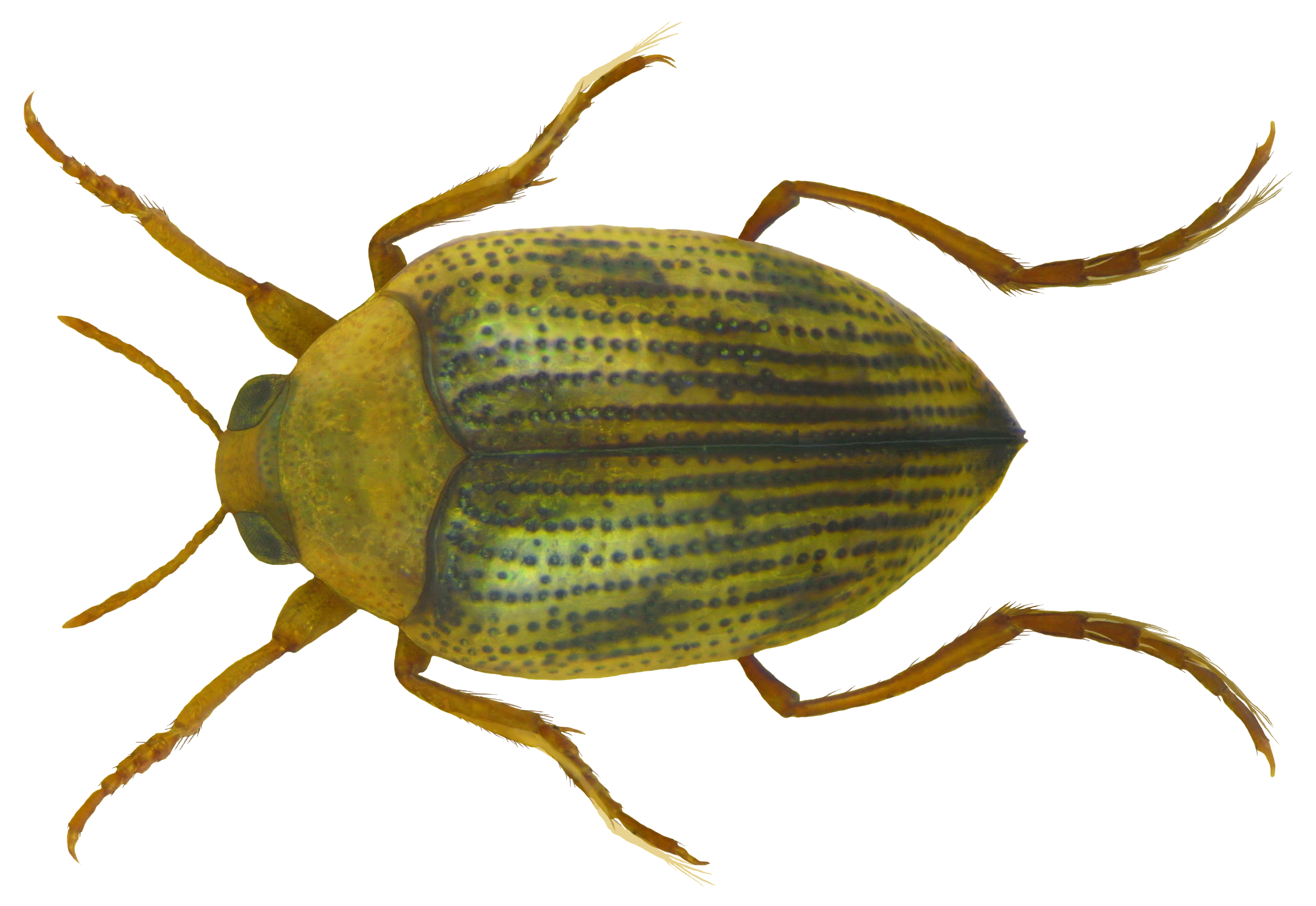
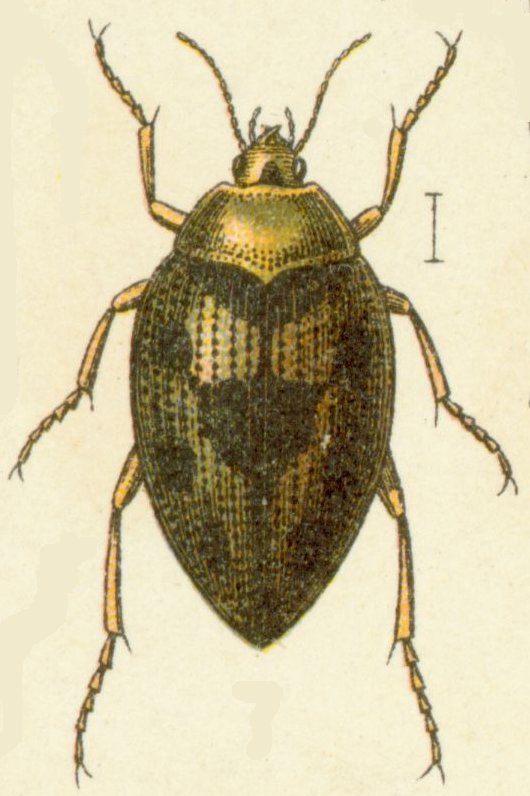
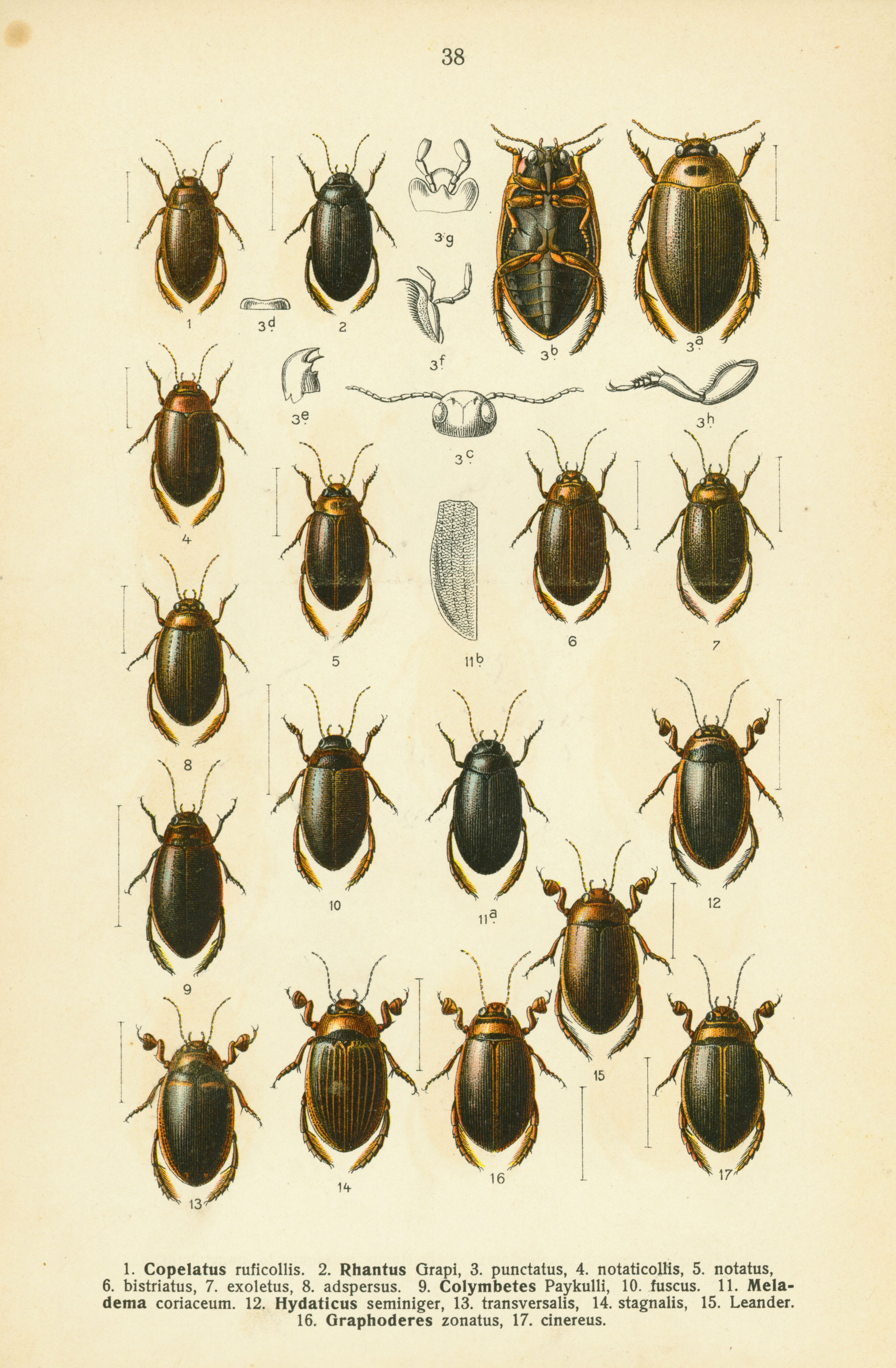